# Illa Genovesa
L'illa Genovesa, també anomenada illa Tower, és una illa volcànica formada per un volcà en escut que es troba a les illes Galápagos, a l'oceà Pacífic. Té una superfície de 14 km², i la seva elevació màxima és de 64 metres. L'illa en forma de ferradura, amb una caldera volcànica que té una paret que s'ha ensorrat i forma la Gran Badia de Darwin, envoltada de penya-segats. El llac d'aigua salada Arturo es troba al mig de l'illa, els sediments del qual tenen menys de 6.000 anys. Tot i que no es té constància de cap erupció en temps històrics, hi ha colades de lava molt joves als flancs del volcà.

## Història
Rep el nom de la ciutat italiana de Gènova en honor del seu fill il·lustre Cristòfor Colom. El nom va ser adoptat el 1892 com a part de la celebració de l'Equador del quart centenari del descobriment d'Amèrica. Abans era coneguda com Quita Sueño.
El pirata anglès Ambrose Cowley la va anomenar illa d'Eure's el 1684, que més tard passà a ser Eure o illa d'Eures. L'origen d'aquest nom és incert, amb dos suggeriments que són William Ewres de Jamaica i Ralph Eure, 8è baró Eure.
La gran quantitat i varietat d'espècies d'ocells que hi viuen també ha fet que sigui coneguda com a Illa dels Ocells.